# Prachtdwergbladroller
De prachtdwergbladroller (Pammene splendidulana) is een vlinder uit de familie bladrollers (Tortricidae). De wetenschappelijke naam is voor het eerst geldig gepubliceerd in 1845 door Guenee.
De soort komt voor in Europa.